# Ars nova
Ars nova là một phong cách âm nhạc phát triển mạnh mẽ ở Pháp và Pays-Bas Bourguignons trong thời Trung cổ muộn. Đôi khi thuật ngữ này được sử dụng nói chung để chỉ âm nhạc phức điệu ở châu Âu vào thế kỷ 14.

## Các nhà soạn nhạc nổi bật
- Philippe de Vitry
- Guillaume de Machaut
- Francesco Landini

## Đĩa hát
- Chants du xivème siècle. Mora Vocis Ensemble. France: Mandala, 1999. CD recording MAN 4946.
- Denkmäler alter Musik aus dem Codex Reina (14./15. Jh.). Syntagma Musicum (Kees Otten, dir.). Das Alte Werk. [N.p.]: Telefunken, 1979. LP recording 6.42357.
- Domna. Esther Lamandier, voice, harp, and portative organ. Paris: Alienor, 1987. CD recording AL 1019.
- La fontaine amoureuse: Poetry and Music of Guillaume de Machaut. Music for a While, with Tom Klunis, narrator. Berkeley: 1750 Arch Records, 1977. LP recording 1773.
- Guillaume de Machaut. Je, Guillaumes Dessus Nommez. Ensemble Gilles Binchois (Dominique Vellard, dir.). [N.p.]: Cantus, 2003. CD recording 9804.
- Guillaume de Machaut. La Messe de Nostre Dame und Motetten. James Bowman, Tom Sutcliffe, countertenors; Capella Antiqua München (Konrad Ruhland, dir.). Das Alte Werk. Hamburg: Telefunken, 1970. LP recording 6.41125 AS.
- Guillaume de Machaut. La messe de Nostre Dame; Le voir dit. Oxford Camerata (Jeremy Summerly, dir.). Hong Kong: Naxos, 2004. CD recording 8553833.
- Guillaume de Machaut. Messe de Notre Dame. Ensemble Organum (Marcel Pérès, dir.). Arles: Harmonia Mundi, 1997. CD recording 901590.
- Guillaume de Machaut. Messe de Notre Dame; Le lai de la fonteinne; Ma fin est mon commencement. Hilliard Ensemble (Paul Hillier, dir.). London: Hyperion, 1989.
- Guillaume de Machaut. Motets. Hilliard Ensemble. Munich: ECM Records, 2004.
- Philippe De Vitry and the Ars Nova—Motets. Orlando Consort. Wotton-Under-Edge, Glos., England: Amon Ra, 1990. CD recording CD-SAR 49.
- Philippe de Vitry. Motets & Chansons. Sequentia (Benjamin Bagby and Barbara Thornton, dir.) Freiburg: Deutsche Harmonia Mundi, 1991. CD recording 77095-2-RC.
- Roman de Fauvel. Jean Bollery (speaker), Studio der Frühen Musik (Thomas Binkley, dir.). Reflexe: Stationen europäischer Musik. Cologne: EMI, 1972. LP recording 1C 063-30 103.
- Le roman de Fauvel. Anne Azéma (soprano, narration), Dominique Visse (countertenor, narration), Boston Camerata and Ensemble Project Ars Nova (Joel Cohen, dir.). France: Erato, 1995. CD recording 4509-96392-2.
- The Service of Venus and Mars: Music for the Knights of the Garter, 1340–1440. Gothic Voices (Christopher Page, dir.). London: Hyperion, 1987. CD recording CDA 66238.
- The Spirit of England and France I: Music of the Late Middle Ages for Court and Church. Gothic Voices (Christopher Page, dir.). London: Hyperion Records, 1994. CD recording CDA66739.
- The Study of Love: French Songs and Motets of the 14th Century. Gothic Voices (Christopher Page, dir.). London: Hyperion Records, 1992. CD recording CDA66619.